# Carlota Fainberg
Carlota Fainberg es una novela corta de once capítulos del escritor español Antonio Muñoz Molina. Se publicó por primera vez como un relato por entregas en el diario El País en 1994. Cinco años más tarde, se editó la edición completa y renovada con respecto a la publicación previa.

## Argumento
Los españoles Claudio y Marcelo son dos desconocidos entre sí que coinciden casualmente en el aeropuerto de la ciudad de Pittsburg. Sus respectivos vuelos están retrasados por lo que entablan pronto conversación. Claudio, residente en Estados Unidos, es un profesor universitario que se dirige a Buenos Aires a impartir una conferencia literaria. Marcelo Abengoa, que pretende llegar a Miami, aprovecha esa información para recordar su estancia hace pocos años en la ciudad argentina y cómo conoció y mantuvo un romance con una misteriosa mujer llamada Carlota Fainberg en el Hotel Town Hall. Cuando Claudio llega a Buenos Aires y se acerca al hotel de la narración de Marcelo descubre que Carlota lleva veinte años muerta.